# Bassin houiller du Pas-de-Calais (Émile Vuillemin)
Pour les articles homonymes, voir Bassin minier du Nord-Pas-de-Calais (homonymie).
Ne doit pas être confondu avec Bassin houiller du Pas-de-Calais (Alfred Soubeiran).
Le Bassin houiller du Pas-de-Calais, sous-titré Histoire de la recherche, de la découverte et de l'exploitation de la houille dans ce nouveau bassin, est un ouvrage en trois tomes publiés en 1880 et 1883 par Émile Vuillemin, directeur de la Compagnie des mines d'Aniche, dont le sujet est essentiellement l'exploitation du bassin minier du Nord-Pas-de-Calais durant le troisième quart du XIXe siècle (de 1845 à 1880 précisément). La partie située dans le Pas-de-Calais y est bien plus traitée que celle du Nord. Les découvertes des prolongements du bassin minier ainsi que la première et la deuxième période de cherté des houilles y sont traités de manière précise.
Dans le second tome, après avoir traité les compagnies installées dans le bassin du Pas-de-Calais, Émile Vuillemin étudie le bassin du Boulonnais, puis l'exploitation dans le département du Nord, par périodes. Le troisième tome est consacré à toutes les petites sociétés éphémères. Les différents tomes présentent de nombreux tableaux, schémas et cartes.
Le travail exhaustif d'Émile Vuillemin est à mettre en regard avec celui réalisé une trentaine d'années plus tôt par Édouard Grar sur le bassin minier au XVIIIe siècle : Histoire de la recherche, de la découverte et de l'exploitation de la houille dans le Hainaut français, dans la Flandre française et dans l'Artois, 1716-1791.

## Description
Émile Vuillemin, directeur de la Compagnie des mines d'Aniche, est également auteur. Il publie divers ouvrages tout au long de sa carrière, dont au début des années 1880 les trois tomes de Bassin houiller du Pas-de-Calais qui constituent une étude très complète sur l'exploitation du bassin minier du Nord-Pas-de-Calais au XIXe siècle, les découvertes des prolongements, la première et la deuxième période de cherté des houilles. Il revient également sur l'origine des différentes compagnies étudiées.

### 1ertome
Le premier tome, publié en 1880, traite des compagnies de l'Escarpelle, de Dourges, de Courrières, de Lens, de Béthune, de Nœux, de Bruay, de Marles, de Ferfay, d'Auchy-au-Bois et de la Lys-Supérieure. Ces onze compagnies minières sont celles qui se sont établies sans discontinuer de Douai jusqu'au hameau de Fléchinelle d'Enquin-les-Mines.
À chaque fois, Émile Vuillemin évoque les travaux de la société de recherches, la transformation en société d'exploitation, les statuts principaux, les ouvertures de fosses, le gisement, les sondages, la concession, le chemin de fer, les emprunts, la production, les dépenses faites, les derniers bilans, les activités annexes comme la production de coke ou de briquettes, les recettes et les dépenses de la société, les dépenses effectuées depuis l'origine, la situation financière de la société peu avant la publication, l'évolution du nombre d'ouvriers, des salaires, des prix de revient, du prix de vente, de la valeur des actions. Enfin, il liste les puits et les sondages effectués. Des cartes et des tableaux viennent ponctuer les études,.

### 2etome
Le deuxième tome se divise de manière informelle en trois parties distinctes.
La première partie est la suite logique du premier tome : elle traite des dix compagnies qui se sont installées de part et d'autre des onze compagnies installées sans discontinuer sur toute la longueur du bassin minier. Sont ainsi étudiées les compagnies de Vendin, d'Ostricourt, de Meurchin, de Carvin, d'Annœullin (la Société de Don puis la Société d'Annœullin-Divion), de Douvrin, de Cauchy-à-la-Tour, de Liévin, d'Aix, de Courcelles-lez-Lens (la Société du Midi de l'Escarpelle, la Société du Couchant d'Aniche, et la Société de Courcelles-lez-Lens) et de Drocourt.
La deuxième partie est consacrée à l'étude du bassin du Boulonnais : la Société de Fiennes, la Compagnie des charbonnages de Réty, Ferques et Hardinghen et la Société de Ferques.
La troisième et dernière partie étudie le bassin minier du Nord, ce qui diffère avec le sujet de l'ouvrage. Le chapitre XXVII détaille les travaux antérieurs à la Révolution française, le chapitre XXVIII de la Révolution à 1840, le chapitre XXIX de 1840 à 1860 et le chapitre XXXe de 1860 à 1880.

### 3etome
Après avoir détaillé dans les deux premiers tomes les compagnies qui avaient obtenu une concession, ou effectué des travaux importants, Émile Vuillemin consacre en 1883 son troisième tome aux petites sociétés qui n'ont pas émergé, et qui n'ont pour la plupart duré que quelques années,. Il revient notamment sur la période de « fièvre des recherches » qui a donné lieu à la première période de cherté des houilles, la découverte du bassin du Pas-de-Calais, et la deuxième période de cherté des houilles. Les chapitres sont des périodes de temps, qui sont de plus en plus courtes lorsque l'on se rapproche de 1880,.
Enfin, des annexes sous forme de tableaux listent les concessions, les productions annuelles de 1851 à 1883, le nombre d'ouvriers et leurs salaires, la valeur de la production et le prix de vente des houilles, le prix moyen annuel de vente à la Bourse de Lille des actions des compagnies minières, et les dividendes annuels distribués aux actionnaires, toujours sur la même période de temps.

## Postérité
Les données des trois tomes de Bassin houiller du Pas-de-Calais sont massivement utilisées par le BRGM dans ses fiches infoterre.